# Кудрявець (струмок)
Кудрявець — струмок у Києві, місцевість Кудрявець, права притока Глибочиці. Довжина - 0,8 км.

## Опис
Починається на Кудрявці, приблизно біля стику вулиць Січових Стрільців, Кудрявської та Кудрявського узвозу. Далі протікає в улоговині вздовж Кудрявського узвозу і у Глибочицькій долині впадає у річку Глибочиця. На всій протяжності взятий у колектор. 